# Liste der Gottesdienstkantaten Telemanns/T
Dies ist eine Teilliste der Kantaten Georg Philipp Telemanns für den gottesdienstlichen Gebrauch mit dem Anfangsbuchstaben „T“ (TVWV 1:1408a – 1:1425a). Sie ist in die Liste der Gottesdienstkantaten Telemanns eingebunden und sollte auch dort gelesen werden, um den Gesamtüberblick und die Funktion der Sortierbarkeit nach verschiedenen Kriterien über die Gesamtliste nutzen zu können.
| TVWV    | Titel                                      | Jahrgang                   | Textdichter               | erste Aufführung | Sonntag/Festtag im Kirchenjahr/Anlass | Besetzung                                     | Anmerkung                         | Noten                                     | RISM |
| ------- | ------------------------------------------ | -------------------------- | ------------------------- | ---------------- | ------------------------------------- | --------------------------------------------- | --------------------------------- | ----------------------------------------- | --- |
| 1:1408a | Tag und Stunden preisen dich               | Geistliche Arien           | Johann Friedrich Helbig   | 1727             | 4. Fastensonntag                      | Stimme solo, Vl, Va, Bc                       | vollständige Kantate siehe 1:1709 |                                           | |
| 1:1409  | Tausend Segens Proben                      |                            |                           |                  | Mariä Heimsuchung                     | SATB, 2 Ob, 2 Vl, Va, Cb, Bc                  | T.E.L.                            |                                           | RISM ID: 230001213 |
| 1:1409a | Todesangst und Höllenschrecken             | Geistliche Arien           | Johann Friedrich Helbig   | 1727             | 19. Sonntag nach Trinitatis           | Stimme solo, Vl, Va, Bc                       | vollständige Kantate siehe 1:1700 |                                           | |
| 1:1410  | Tönet die Freude, belebte Trompeten        |                            |                           | 1757/58          | 1. Weihnachtstag                      | SATB, 2 Qfl, 2 Tr, Ti, 2 Vl, Va, Vc, Bc       |                                   |                                           | RISM ID: 452513287 |
| 1:1411  | Trachtet am ersten nach dem Reiche Gottes  | Sicilianischer Jahrgang    | Johann Friedrich Helbig   | 1719/20          | 4. Fastensonntag                      | SATB, 2 Ob, 2 Vl, Va, Vc, Bc                  | auch Septuagesimae - Hamburg 1724 | Ms. Ff. Mus. 1401                         | RISM ID: 450004686 |
| 1:1412  | Trachtet am ersten nach dem Reich Gottes   | Musicalisches Lob Gottes   | Erdmann Neumeister        | 1742/43          | 15. Sonntag nach Trinitatis           | SAB, 2 Vl, Va, Bc                             |                                   | IMSLP                                     | RISM ID: 1001012685 RISM ID: 450110352 RISM ID: 469051700 RISM ID: 302000370 RISM ID: 702001357 RISM ID: 240005052                   |
| 1:1413  | Trag mit Geduld die herben Schmerzen       |                            |                           |                  | Sonstige Kantaten                     | TB, Vl, Bc                                    |                                   |                                           | RISM ID: 702001363 RISM ID: 702001287                                                                                                |
| 1:1414  | Trauret ihr Himmel und weine du Erde       |                            |                           | 1759/60          | Ostersonntag                          | SATB, 2 Qfl, 2 Ob, 2 Tr, Ti, 2 Vl, Va, Vc, Bc |                                   |                                           | RISM ID: 452513306 RISM ID: 469054800                                                                                                |
| 1:1415  | Traurigs Herz, verzage nicht               |                            |                           |                  | Michaelisfest                         | SATB, 2 Ob, 2 Vl, Va, Bc                      |                                   |                                           | RISM ID: 469065800 |
| 1:1416  | Treuer Gott, ich muss dir klagen           |                            |                           |                  | 1. Fastensonntag                      | SATB, 2 Ob, 2 Vl, Va, Vc, Bc                  | [s. 1:900]                        |                                           | |
| 1:1417  | Trifft menschlich und voll Fehler sein     | Harmonischer Gottes-Dienst | unbekannt                 | 1725/26          | 15. Sonntag nach Trinitatis           | Stimme solo, Bfl, Bc                          |                                   | gs11-08-2-16m IMSLP                       | RISM ID: 190017436 RISM ID: 240004959                                                                                                |
| 1:1418  | Tritt Arbeit und Beruf in Gottes Namen an  | Französischer Jahrgang     | Erdmann Neumeister        | 1714/15          | Septuagesimae                         | SATB, 2 Ob, 2 Cc, 2 Vl, Va, Vc, Cb, Bc        |                                   | Ms. Ff. Mus. 1403                         | RISM ID: 450004687 RISM ID: 225004688                                                                                                |
| 1:1419  | Tritt Arbeit und Beruf in Gottes Namen an  |                            | Erdmann Neumeister        |                  | 5. Sonntag nach Trinitatis            | SATB, 2 Cc, 2 Vl, Va, Cb, Bc                  | T.E.L. (?); Text wie 1:1418       | D-Dl Mus.2392-E-536                       | RISM ID: 210000118 |
| 1:1420  | Tritt auf die Glaubensbahn                 |                            | Salomon Franck            |                  | Sonntag nach Weihnachten              | SATB, 2 Vl, Va, Vc, Bc                        |                                   | Ms. Ff. Mus. 1404                         | RISM ID: 450004688 |
| 1:1421  | Triumph! Denn mein Erlöser lebet           |                            |                           |                  | Ostersonntag                          | SATB, 2 Ob, 2 Cl, 2 Co, Ti, 2 Vl, Va, Vc, Bc  | 1. Lingenscher Jahrgang 29 KIB    | Ms. Ff. Mus. 1405                         | RISM ID: 450004689 |
| 1:1422  | Triumphierender Versöhner!                 | Harmonischer Gottes-Dienst | Matthäus Arnold Wilckens  | 1725/26          | Ostermontag                           | Stimme solo, Vl, Bc                           |                                   | gs11-08-anh-03m Becker III.2.179/39 IMSLP | RISM ID: 225004627 RISM ID: 190003359 RISM ID: 452513179 RISM ID: 240004960 RISM ID: 702000941 RISM ID: 702001318 RISM ID: 230001374 |
| 1:1423  | Triumph, lobsinget dem Sieger              |                            |                           |                  | Ostersonntag                          | SATB, Ob, 2 Tr, Ti, 2 Vl, Va, Vc, Bc          |                                   |                                           | RISM ID: 452513282 |
| 1:1424  | Triumph, Triumph, ihr Frommen, freuet euch | 2. Lingenscher Jahrgang    | Hermann Ulrich von Lingen | 1728/29          | Ostersonntag                          | SATB, 3 Cl, Ti, 2 Vl, Va, Bc                  |                                   |                                           | RISM ID: 702001288 |
| 1:1425  | Tröstet mein Volk, spricht euer Gott       |                            |                           |                  | Johannistag                           | SATB, 2 Tr, Ti, 2 Vl, Va, Bc                  |                                   |                                           | RISM ID: 702001289 |
| 1:1425a | Thronender Gottheit in flammender Pracht   | Geistliche Arien           | Johann Friedrich Helbig   | 1727             | Michaelisfest                         | Stimme solo, Vl, Va, Bc                       | vollständige Kantate siehe 1:335  |                                           | |